# Neuer Weg 41 (Quedlinburg)

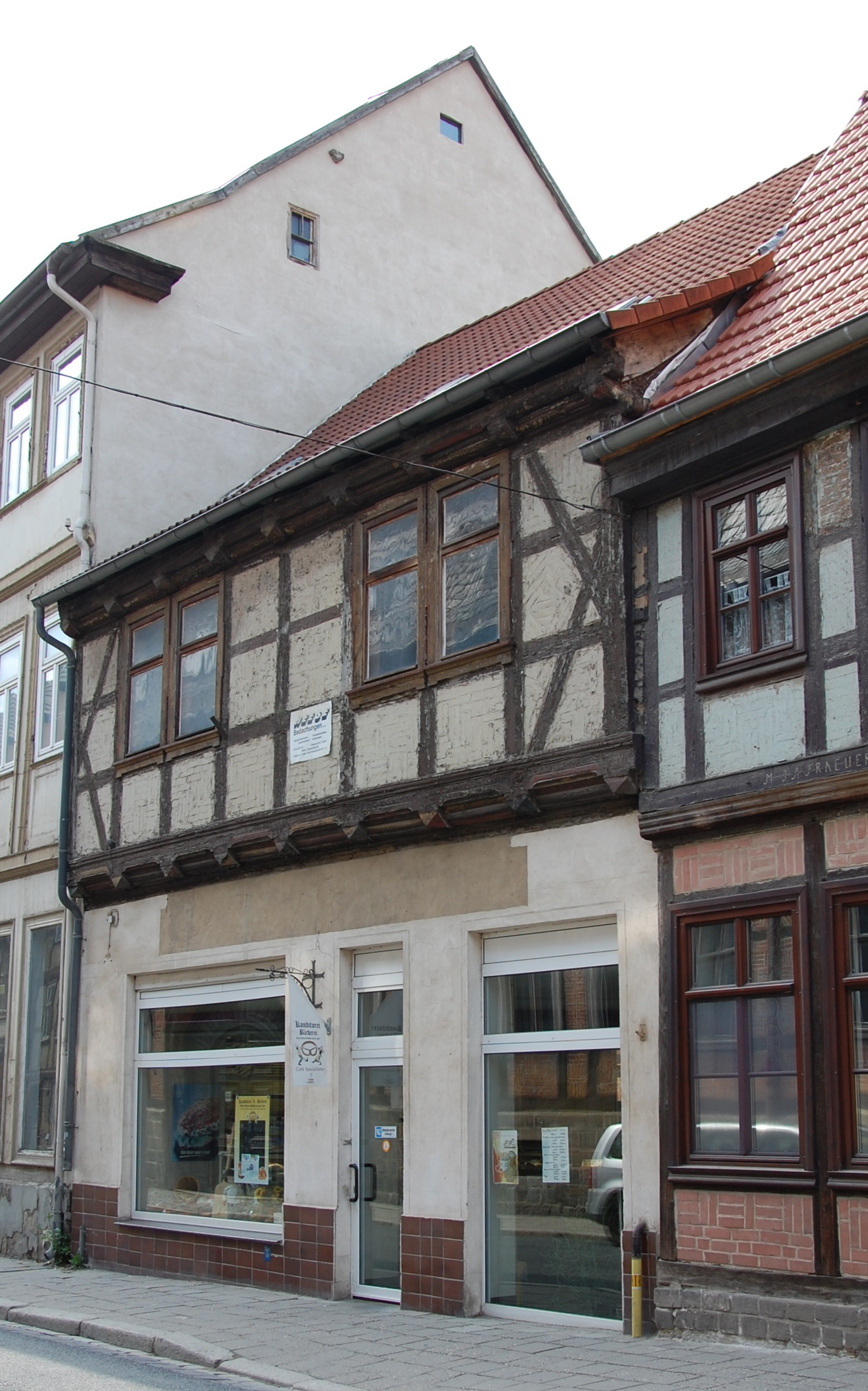
Haus Neuer Weg 41

Das Haus Neuer Weg 41 ist ein denkmalgeschütztes Gebäude in Quedlinburg in Sachsen-Anhalt.

## Lage
Es ist im Quedlinburger Denkmalverzeichnis als Wohnhaus eingetragen, gehört zum UNESCO-Weltkulturerbe und befindet sich südlich der historischen Quedlinburger Altstadt, auf der Westseite des Neuen Wegs. Nördlich grenzt das gleichfalls denkmalgeschützte Haus Neuer Weg 42 an.

## Architektur und Geschichte
Das zweigeschossige Fachwerkhaus entstand im Jahr 1710. Das Obergeschoss ist weitgehend original erhalten. Hier finden sich die Fachwerkfigur des Halben Manns, Pyramidenbalkenköpfe und profilierte Füllhölzer. Die Brustriegel wurde in glatter Form, statt wie bis dahin im Quedlinburger Fachwerkbau üblich als profiliertes Brüstungsholz, eingebaut. Darüber hinaus besteht eine Schiffskehle in einer späten Form. Die Gefache sind mit Zierausmauerungen versehen.
Bemerkenswert ist eine an der Stockschwelle befindliche Widmungsinschrift.